# 엘라 헨더슨
엘라 헨더슨(Ella Henderson, 1996년 1월 12일 ~ )은 잉글랜드의 싱어송라이터이다.

## 음반 목록
- Chapter One (2014)